# Berg-Veilchenohrkolibri
Der Berg-Veilchenohrkolibri (Colibri cyanotus) oder Zwergveilchenohrkolibri ist eine Vogelart aus der Familie der Kolibris (Trochilidae), die in Costa Rica, Panama, Kolumbien, Venezuela, Ecuador, Peru und Bolivien vorkommt. Der Bestand wird von der IUCN als „nicht gefährdet“ (least concern) eingeschätzt.

## Merkmale
Der Berg-Veilchenohrkolibri erreicht eine Körperlänge von etwa 9,9 bis 10,5 cm bei einem Gewicht der Männchen von ca. 5,3 bis 5,46 g und der Weibchen von 4,8 g. Der mittellange, leicht gebogene Schnabel ist ca. 20 mm lang. Die Oberseite ist metallisch grün bis bronzegrün. Die Steuerfedern sind eher bläulich grün getönt, während die mittleren Steuerfedern mehr bronzefarben wirken. Der Schwanz hat eine blauschwarze subterminale Binde. Ohrdecken und hinterer Augenbereich sind dunkel metallisch violettblau. Das Blau erstreckt sich nicht bis zu den Zügeln. Kinn und Kehle sind hell metallisch grün, die Brust und der Bauch matter metallisch grün. Die Unterschwanzdecken sind gelbbraun, die zentralen Federn jedoch mehr oder weniger grün. Das Weibchen ist sehr ähnlich wie das Männchen befiedert, aber matter in der Färbung. Die Füße sind dunkel gräulich braun. Jungvögel ähneln im Aussehen den Weibchen, doch ist die Oberseite mit rostfarbenen bis zimtfarbenen Flecken und Säumen versetzt. Ein ähnliches Muster kann man auf der Unterseite erkennen, doch ist das im hinteren Bereich weniger auffällig.

## Verhalten und Ernährung
Der Berg-Veilchenohrkolibri ernährt sich vom Nektar vieler Blumen, Kräuter, Gestrüpp, Epiphyten und Bäume. So fliegt er Centropogon valerii an, eine Pflanze, bei der er mit dem Einfarb-Hakenschnabel (Diglossa plumbea Cabanis, 1861) konkurriert. Ein weiterer Mitbewerber um diesen Nektar ist die Milbe Rhinoseius colwelli (Hunter, 1972). Auch der Feuerkehlkolibri (Panterpe insignis Cabanis & Heine, 1860) und der Violettkron-Brillantkolibri (Eugenes fulgens (Swainson, 1827)) gelten als potentielle Konkurrenten an den Blüten von Centropogon valerii. Während der Violettkron-Brillantkolibri das Aufsuchen der Pflanze eher auf die Abendstunden beschränkt und somit dem Berg-Veilchenohrkolibri aus dem Weg geht, verteidigt der Berg-Veilchenohrkolibri sein Territorium vehement gegen den Feuerkehlkolibri. Das Verteidigen beinhaltet aggressiven Gesang, auffällige Gesten und Nachjagen anderer Individuen. Oft wird auch Fuchsia paniculata vom Berg-Veilchenohrkolibri besucht. Auch gehören Lobelien und Inga zu seinen Nektarquellen. Ebenso ernährt er sich von kleinen Arthropoden. In Ecuador wurde er an Korallenbäumen beobachtet. Hier bevorzugt er z. B. Erythrina poeppigiana. Der Berg-Veilchenohrkolibri gilt als Opportunist, der sich den Gegebenheiten anpasst. Seine Strategie hängt von der Verfügbarkeit von saisonalen Futterressourcen ab. Sind viele Blüten verfügbar, so dominiert er dieses Territorium gerne. In Zeiten, in denen Nektarressourcen knapper sind, agiert er eher als sogenannter Trapliner, indem er regelmäßig in rascher Folge ganz bestimmte verstreute Blüten anfliegt.
Sein Futter sucht der Berg-Veilchenohrkolibri von den unteren Straten bis in die Baumkronen. Dabei sitzt er oft hoch oben in den Bäumen und überblickt die Pflanzen. Die Männchen singen oft nahe bei einander, doch bilden sie kein wirkliches Lek.

## Fortpflanzung
Der Berg-Veilchenohrkolibri brütet in Costa Rica von Oktober bis März, in Kolumbien von März bis August. Im Departamento de Boyacá wurde auch schon ein Nest im Oktober entdeckt. Das Nest ist ein nachhaltiger Kelch, der aus Baumfarn, Pflanzenabfällen, trockenen Grasblättern und Moos besteht. Diese werden mit Spinnweben befestigt sowie mit Moos und Farnteilen verziert. Angebracht wird das Nest an nach unten zeigenden Zweigen, Würzelchen oder an Bambusstämmen, die sich an Waldrändern, Strömungen oder an Straßenüberhängen in ein bis drei Metern über dem Boden befinden. Das Gelege besteht aus zwei weißen Eiern. Nur das Weibchen baut und bebrütet das Gelege und versorgt die Küken. Die Brutzeit beträgt 16 Tage.

## Lautäußerungen
Der Gesang von unterschiedlichen Individuen kann sehr stark variieren. In Gemeinschaft scheint sich der Gesang des Berg-Veilchenohrkolibris aber der Gruppe anzugleichen. Die Laute werden als kraftvolle, aber unmelodische zwei bis vier Phrasen von Tschip tschut tschut, tschip, tschip, tschut-oder tschit, tschup-Tönen beschrieben, die schnell über einige Minuten hinweg wiederholt werden. Aus Venezuela im Westen von Mérida wird von endlosen Wiederholungen eines kurzen Rasselns berichtet, dem ein piepsiger brrrt-stik-Ton folgt. Aus Aragua gibt es Aufzeichnungen von pit-bsss-et-Tönen. Aus Peru werden multisilbige, hohe, metallische Tschilpe und Surren berichtet, die wie piti-tschip, piti-tschip, piti-tschip oder sss-tip, sss-tip, sss-tip klingen.

## Verbreitung und Lebensraum

Verbreitungsgebiet des Berg-Veilchenohrkolibris (alles nördlich von Costa Rica ist der Kleine Veilchenohrkolibri (Colibri thalassinus))

Der Berg-Veilchenohrkolibri bevorzugt offene buschige Hochlandgebiete mit vereinzelten Bäumen, inklusive Weiden, Heckenlandschaften und Sekundärvegetation. Oft findet man ihn auch an Hochlandflüssen, größeren Lichtungen im Wald und an Waldrändern.  In Costa Rica ist er in der Sierra de Tilarán, in der Cordillera Volcánica Central und der Cordillera de Talamanca präsent. Hier ist er in Höhenlagen zwischen 1000 und 3000 Metern präsent.  In Panama ist er in den Gebirgen der Provinz Chiriquí und der Provinz Veraguas in Höhenlagen von 900 bis über 1500 Metern zu finden. Die Höhenreichweiten in Kolumbien liegen bei 600 bis 2800 Meter. Hier ist er in der Sierra Nevada de Santa Marta, der Sierra de Perijá und allen Andenzügen mit Ausnahme derjenigen zur Pazifikküste und in den Westanden nördlich von Valle del Cauca. Man findet ihn auch in der Serranía de la Macarena. In den ecuadorianischen Anden kommt er in subtropischen Bergwäldern sowohl der Ost- als auch der Westanden vor, aber auch in Gärten. Hier kommt er in Höhenlagen zwischen 1200 und 2300 Metern vor. Im Westen des Landes kommt er südlich bis ins westliche Loja vor. Aus Peru gibt es Berichte aus den Ostanden in Höhenlagen zwischen 1300 und 2800 Metern, lokal sogar zwischen 1000 und 3000 Metern. In den Westanden im Nordwesten Perus ist er in Höhenlagen zwischen 1500 und 2400 Metern unterwegs. Auch in Venezuela ist er in der Sierra de Perijá, in Zulia, den Anden von Táchira bis in den Nordwesten Laras unterwegs. Zusätzlich kommt er in den Bergen Falcóns, der Sierra de San Luis, in Yaracuy und den nördlichen Kordilleren der Dependencias Federales, Miranda, Sucre und Monagas vor. In Bolivien kommt er nahe Laguna Incachaca vor; von dort erstreckt sich das Verbreitungsgebiet bis westlich Comarapa.

## Unterarten
Bisher sind vier Unterarten bekannt:
- Colibri cyanotus cabanidis (Heine, 1863)[20] kommt in Costa Rica und dem westlichen Panama vor. Diese Unterart hat laut Donald Ryder Dickey und Adriaan Joseph van Rossem einen bläulichen Schimmer im Brustbereich.[21]  Laut Heine ist die geringere Ausprägung der subterminalen Binde entscheidend für seine Abgrenzung.[20]
- Colibri cyanotus cyanotus (Bourcier, 1843)[22] – die Nominatform kommt in Kolumbien, dem Nordwesten Venezuelas und in Ecuador vor.
- Colibri cyanotus kerdeli Aveledo & Perez, 1991[23] ist im Nordosten Venezuelas verbreitet. Der Schwanz ist bläulicher als in der Nominatform. Das subterminale Band ist breiter und weniger klar definiert. Außerdem ist die Unterart etwas größer als die Nominatform.[23]
- Colibri cyanotus crissalis Todd, 1942[24] kommt in Peru und Bolivien vor. Während John Todd Zimmer nicht genügend Unterschied zur Nominatform erkennt, ist es vor allem das ausgeprägtere Gelbbraun der Unterschwanzdecken ohne die zentralen grünen Federn, die diese Unterart unterscheidet.[25]

Lange wurde die Art als Unterart des Mexiko-Veilchenohrkolibris (Colibri thalassinus (Swainson, 1827)) betrachtet. Doch fehlt dem Berg-Veilchenohrkolibri die auffällige Blautönung und das blaue Kinn, so dass die Art farblich näher am Amethystohrkolibri (Colibri serrirostris) zu sein scheint, während der Kleine Veilchenohrkolibri eher farblich dem Glanz-Veilchenohrkolibri (Colibri coruscans) ähnelt.

## Etymologie und Forschungsgeschichte
Die Erstbeschreibung des Berg-Veilchenohrkolibris erfolgte 1843 durch Jules Bourcier unter dem wissenschaftlichen Namen Trochilus cyanotus. Die Typusexemplare stammten aus Caracas. Erst später wurde er der von Johann Baptist von Spix 1824 neu geschaffenen Gattung Colibri zugeschlagen, die dieser u. a. für den Amethystohrkolibri (Colibri serrirostris (Vieillot, 1816)) (Syn: Colibri crispus) einführte. Der Name Kolibri wurde im 18. Jahrhundert aus dem Französischen entlehnt (frz. colibri) und stammt wohl aus einer karibischen Sprache. Der Artname cyanotus ist ein griechisches Wortgebilde aus κυάνεος kyaneos für „dunkelblau“ κυανούς kyanoús für „blau“ und -ωτις, οὖς, ὠτός -ōtis, ous, ōtos für „-ohrig, Ohr“. Cabanidis ist Jean Louis Cabanis, kerdeli Francisco Kerdel Vegas  (1928–2020) gewidmet. Crissalis ist lateinischen Ursprungs und leitet sich von crissum, crissare für „Kloake, Unterschwanzdecken, kopulieren“ ab.